# John Preston

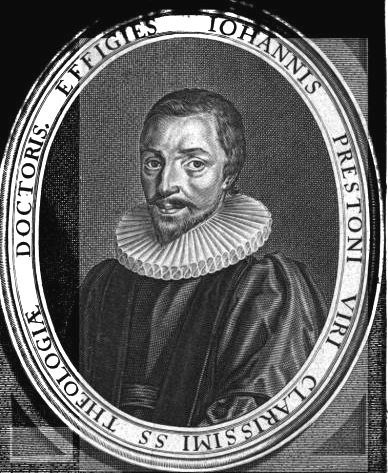
John Preston

John Preston (Upper Heyford, 1587– Preston-Capes, 22 juli 1628) was een Anglicaans puriteins predikant.

## Het leven van Preston
John Preston is de zoon van Thomas Preston en Alice Marsh. Zijn moeder was de dochter van Lawrence Marsh van Northampton. Hij werd gedoopt in Bugbrook Church op 27 oktober 1587. Zijn vader stierf toen hij 13 jaar oud was, en zijn moeders oom, Creswell, die burgemeester was van Northampton en rijk en kinderloos was, adopteerde Preston. Deze oom plaatste hem op de Northampton Grammar School. Op 5 juli 1604 schreef hij zich in aan King's College te Cambridge. In 1606 ging hij naar Queens' College. Later studeerde hij filosofie. Na de filosofie richtte hij zich op geneeskunde.
Omstreeks 1611 hoorde hij een preek in St Mary's van John Cotton, waarna een hechte religieuze vriendschap tussen hen ontstond, die het leven van beiden permanent beïnvloedde. Preston gaf zich nu over aan de studie van de scholastische theologie; Thomas van Aquino was zijn favoriet, al was hij ook goed op de hoogte van Duns Scotus en William van Ockham.
Als docent op de universiteit van Cambridge gaf hij colleges over de theologie van de Zwitserse reformator Johannes Calvijn.
Op zondag 20 juli 1628 stierf hij in het huis van een vriend in Preston-Capes, Northamptonshire. Toen hij lag te sterven, vroeg men hem of hij de dood vreesde, nu het zo dichtbij was. "Nee," fluisterde Preston; "Ik zal mijn plaats veranderen, maar ik zal mijn gezelschap niet veranderen." "Ik voel de dood in mijn hart komen; mijn pijn zal nu worden veranderd in vreugde" Hij werd begraven op 28 juli in de kerk van Fawsley. John Dod, rector van de naburige gemeente van Fawsley hield de preek voorafgaand aan zijn begrafenis.
Preston is nooit getrouwd geweest.

## De invloed van Preston
Volgens Roelof Bisschop strekte de invloed van Preston zich uit tot het hof van de Engelse koning. Hij behoorde tot de intieme kring van geestelijk raadgevers van de toekomstige koning Karel I. Een andere sleutelpost was die van master van het Emmanuel College van de universiteit van Cambridge. In deze hoedanigheid kon hij een ingrijpende wijziging van het theologische studieprogramma doorvoeren. Ook als predikant had Preston een sleutelpositie omdat hij als predikant van Lincoln’s Inn twee keer per zondag preekte voor zeer invloedrijke mensen. Lincoln''s Inn is een oud en beroemd gerechtshof in Londen. ''Het betekende'' volgens Bisschop ''dat hij voorging voor een gehoor dat via rechtspraak of politiek direct betrokken was bij het bestuur van Engeland. Deze positie bood hem bovendien de kans om zijn netwerk tot in de hoogste adellijke kringen uit te breiden.”

## Theologie van Preston
Preston was een calvinistisch predikant binnen de Anglicaanse Kerk. Te Cambridge gaf hij colleges over de leer van Johannes Calvijn. In tegenstelling tot veel andere puriteinen was John Preston niet tegen het gebruik van formuliergebeden. Zo accepteerde hij bijvoorbeeld het Book of Common Prayer, dat in de Anglicaanse Kerk wordt gebruikt. Hij streed tegen het arminianisme.

## Werken van Preston
- Leer ons bidden. (ISBN 9789057412905)

## Quotes van Preston
- Elke preek die we horen, brengt ons dichter bij de hemel of bij de hel.[3]
- ... de prediker is een ambassadeur ... die tot de mensen spreekt in plaats van God, in de naam van Christus.[4]

- Bibliothèque nationale de France: cb135690941 (data)
- Gemeinsame Normdatei: 122385764
- International Standard Name Identifier: 0000 0001 1064 3737
- Library of Congress Control Number: n84212524
- Nationale Bibliotheek van Israël: 987007279202505171
- Nederlandse Thesaurus van Auteursnamen: 069309442
- LIBRIS: 292459
- SNAC: w6z33hq9
- Système universitaire de documentation: 067295355
- Trove: 1068910
- Virtual International Authority File: 57493901
- WorldCat: E39PBJmp94xH7H7W3T6MhWXPQq